# Nervilia macrophylla
Nervilia macrophylla är en orkidéart som beskrevs av Rudolf Schlechter. Nervilia macrophylla ingår i släktet Nervilia och familjen orkidéer. Inga underarter finns listade i Catalogue of Life.